# Noapte bună și noroc!
Noapte bună și noroc! (titlu original: Good Night, and Good Luck.) este un film american din 2005 regizat și co-scris de George Clooney. În rolurile principale joacă actorii David Strathairn, Clooney, Robert Downey, Jr., Patricia Clarkson și Jeff Daniels.

## Distribuție
- David Strathairn ca Edward R. Murrow, jurnalist și gazdă a emisiunii CBS See It Now
- George Clooney ca Fred W. Friendly, co-producător cu Murrow al See It Now
- Robert Downey, Jr. as Joseph Wershba, scenarist, editor și corespondent pentru CBS News
- Patricia Clarkson ca Shirley Wershba
- Frank Langella ca William Paley, director executiv al CBS
- Jeff Daniels ca Sig Mickelson, Director al CBS News
- Tate Donovan ca Jesse Zousmer
- Ray Wise ca Don Hollenbeck, jurnalist al CBS News; acuzat de presa că ar fi  o  persoană cu vederi progresiste
- Alex Borstein ca Natalie
- Thomas McCarthy ca Palmer Williams
- Rose Abdoo  ca Mili Lerner
- Reed Diamond ca John Aaron
- Matt Ross ca Eddie Scott
- Grant Heslov ca Don Hewitt, director al See It Now
- Joseph McCarthy (imagini de arhivă) în rolul său
- Liberace (imagini de arhivă) în rolul său
- Roy Cohn (imagini de arhivă) în rolul său

## Coloană sonoră
Coloana sonoră a Good Night, and Good Luck a fost lansată la 27 septembrie 2005.
| Nr.             | Titlu                                | Artist          | Lungime |  |
| 1.              | „Straighten Up and Fly Right”        | Dianne Reeves   | 2:44    |  |
| 2.              | „I've Got My Eyes on You”            | Dianne Reeves   | 2:06    |  |
| 3.              | „Gotta Be This or That”              | Dianne Reeves   | 3:16    |  |
| 4.              | „Too Close for Comfort”              | Dianne Reeves   | 3:50    |  |
| 5.              | „How High the Moon”                  | Dianne Reeves   | 2:22    |  |
| 6.              | „Who's Minding the Store?”           | Dianne Reeves   | 4:31    |  |
| 7.              | „You're Driving Me Crazy”            | Dianne Reeves   | 1:57    |  |
| 8.              | „Pretend”                            | Dianne Reeves   | 4:01    |  |
| 9.              | „Solitude”                           | Dianne Reeves   | 5:28    |  |
| 10.             | „TV Is the Thing This Year”          | Dianne Reeves   | 1:43    |  |
| 11.             | „Pick Yourself Up”                   | Dianne Reeves   | 2:38    |  |
| 12.             | „When I Fall in Love”                | Dianne Reeves   | 3:52    |  |
| 13.             | „Into Each Life Some Rain Must Fall” | Dianne Reeves   | 4:08    |  |
| 14.             | „There'll Be Another Spring”         | Dianne Reeves   | 4:43    |  |
| 15.             | „One for My Baby”                    | Dianne Reeves   | 3:50    |  |
| Lungime totală: | Lungime totală:                      | Lungime totală: | 51:09   |  |